# Herpobasidium abnorme
Herpobasidium abnorme är en svampart som beskrevs av Oberw. & K. Wells 1985. Herpobasidium abnorme ingår i släktet Herpobasidium och familjen Eocronartiaceae.   Inga underarter finns listade i Catalogue of Life.